# Holnap történt
A Holnap történt (eredeti cím: It Happened Tomorrow) 1944-ben bemutatott amerikai fekete-fehér mozifilm, fantasztikus dráma és romantikus vígjáték. Rendezője René Clair, főszereplői Dick Powell, Linda Darnell és Jack Oakie. A film alapja Lord Dunsany egyfelvonásos színműve, a „The Jest of Haha Laba”.

## Cselekmény
A kerettörténet az 1940-es években indul: egy idős házaspár, Larry és Sylvia Stevens aranylakodalmát ünnepli, gyermekeikkel, unokáikkal. Larry elmesélni készül, milyen különös és hihetetlen események között ismerkedett meg jövendő feleségével. De Syvia lebeszéli, ő maga sem hiszi a történetet, még fél évszázad után sem.
Az 1890-es években ifjú Larry (Dick Powell), az „Evening News” kezdő riportere, unja a nekrológok írását, szeretne nagyot robbantani, lekörözni a riporter kollégáit. Azt találja mondani, tíz évet adna az életéből, ha már ma megismerhetné, mi fog történni holnap. Bosszantja az újság öreg levéltárosát, Pop Bensont (John Philliber), milyen unalmas lehet mindig a régi híreket böngészni. Viccből felszólítja, hozzon neki híreket a jövőből. Az öreg figyelmezteti, hogy a jövőt megismerni veszedelmes dolog, de Larry kineveti.
A vidám társaság elmegy Oscar Cigolini látnok és jövendőmondó előadására. Larrynek megtetszik a látnok csinos unokahúga és asszisztense, Sylvia Smith (Linda Darnell). Randevút beszél meg vele másnapra. A hazafelé botorkáló Larryt a ködös éjszakában az öreg Pop állítja meg. Egy friss újságpéldányt ad neki, Larry szórakozottan zsebre teszi.
Másnap reggel kinyitja az újságot. Megdöbbenve látja, hogy az aznap esti kiadást tartja a kezében, a még meg sem történt események híreivel. Az újság szerint az operában Nellie Melba énekesnő előadása közben fegyveres rablást követnek el. Larry elviszi Sylviát az operába, ahol tanúi lesznek a rablásnak. Larry a szerkesztőségbe hajtat, és rögtön kész, részletesen megírt vezércikket tesz az asztalra. Senki sem érti, hogyan tudott ilyen gyorsan tudósítani, de az esti újságot azonnal nyomdába küldik. Mivel Larryt látták a helyszínről elfutni, a rendőrség letartóztatja. Faggatják, honnan tudott a készülő bűntényről? Sylvia menti meg, azt állítva, az ő látnoki képessége révén látta a jövőt. Aznap a színpadon Sylvia egy ismeretlen nő öngyilkosságáról vizionál.
Az éjszakában megjelenik az öreg Pop Benson, és a másnapi újságot adja Larrynek. Egy bankrablásról írnak, amelyet a rendőrség megakadályozott, és egy ismeretlen nő öngyilkosságáról. Mulrooney felügyelő hitetlenkedve bár, de elengedi Larryt, aki rohan a folyóhoz, és kimenti a vízben rejtőzködő Sylviát, aki csak azért ugrott a folyóba, hogy igazolja saját előző látomását. Észrevétlenül eltűnnek a helyszínről. Másnap a rendőrség csapdát állít és elfogja a bankrablókat, ahogy az újságban állt. Larry megdicsőül, fizetését megemelik, hősként ünneplik az ismeretlen nő megmentésére tett bátor kísérlete miatt.
Feleségül akarja venni Sylviát, de ehhez pénz kell. A ködös éjszakában ismét találkozik az öreg Pop Bensonnal, és könyörög neki még egy utolsó másnapi újságért, a lóverseny-eredményekkel. A kisöreg vonakodik odaadni neki a lapot, ismét figyelmezteti, hogy a jövő ismerete veszélyes. Larry kikapja a kezéből, rohan haza, felírja a másnapi nyerő lovak nevét, de azt is kiolvassa a másnapi újságból, hogy őt magát este agyonlőtték egy szállodában. Kétségbeesetten próbál kitérni önnön sorsa elől, de az események feltartóztathatatlanul sodorják. Megtudja, hogy az öreg Pop már három napja meghalt, a jövő híreit a hazajáró lelke hozta. Larry gyorsan feleségül veszi Sylviát, és hogy a lány az ő halála esetére anyagilag le legyen biztosítva, hatalmas pénzeket nyer a lóversenyen. Cigolini, aki saját látnoki képességeivel próbál nyerni, veszít. Larry kifosztja a bukmékert, aki ráküldi cinkosát, Shepet, lopja el Larry tárcáját az összes pénzzel.
Larry az utcákon és háztetőkön át kergeti a tolvajt, verekedés közben a kandalló kéményén át bezuhannak éppen annak a szállodának halljába, amelyet a másnapi újság Larry halálának helyeként ír (majd) le. Shep fegyvert ránt, a rendőrök agyonlövik. Mivel Larry üres tárcáját találják nála, az esti újságban megjelenik, hogy Larry Stevens riportert lelőtték a szálloda halljában.
A félreértés tisztázódik, Larry és Sylvia hazaindulnak, a zuhogó esőben az „Evening News” példányát borítják a fejükre, és a bizonytalan közös jövőről álmodoznak. Hosszú boldog életet akarnak, szép házat, sok gyermeket, akikkel egyszer majd ünnepelhetik aranylakodalmukat. A visszatérő kerettörténet az öreg házaspár aranylakodalmán, az ünneplő nagycsalád körében zajlik…

## Szereposztás
| Szerep                        | Színész        | Magyar hangja                |
| ----------------------------- | -------------- | ---------------------------- |
| Lawrence „Larry” Stevens      | Dick Powell    | Sztankay István              |
| Sylvia Smith / Sylvia Stevens | Linda Darnell  | Béres Ilona                  |
| Oscar Smith bácsi / Cigolini  | Jack Oakie     | Csákányi László              |
| Mulrooney felügyelő           | Edgar Kennedy  | Dömsödi János                |
| Pop Benson, levéltáros        | John Philliber | Rajz János                   |
| Shep, tolvaj                  | Paul Guilfoyle | N/A                          |
| Továbbiak                     | N/A            | Bánhidy László Pethes Ferenc |

## Elismerések
A filmet 1945-ben kétszer jelölték Oscar-díjra.
- A legjobb eredeti filmzenének járó Oscar-díjra (Robert Stolz zeneszerző).
- A legjobb hangkeverésnek járó Oscar-díjra (Jack Whitney hangmérnök, nem szerepel a stáblistán).

## Adaptáció
A film alapján, még az 1944-es év folyamán a Lux Radio Theatre rádiójátékot készített Don Ameche főszereplésével.

## További információ
- Holnap történt a PORT.hu-n (magyarul)
- Holnap történt az Internetes Szinkronadatbázisban (magyarul)
- Holnap történt az Internet Movie Database-ben (angolul)
- Holnap történt a Rotten Tomatoeson (angolul)
- Holnap történt a Box Office Mojón (angolul)
- Filmmagazinok címlapjai: Film Bühne, 1. évfolyam, 8. szám, Filmpost, 2. évfolyam, 37. szám (németül)
- Es geschah morgen, Komödie, USA, 1944. (német nyelven). filmdienst.de
- It Happened Tomorrow (teljes film, 1944) (angolul). youtube.com. (Hozzáférés: 2021. február 6.)